# 植民地主義

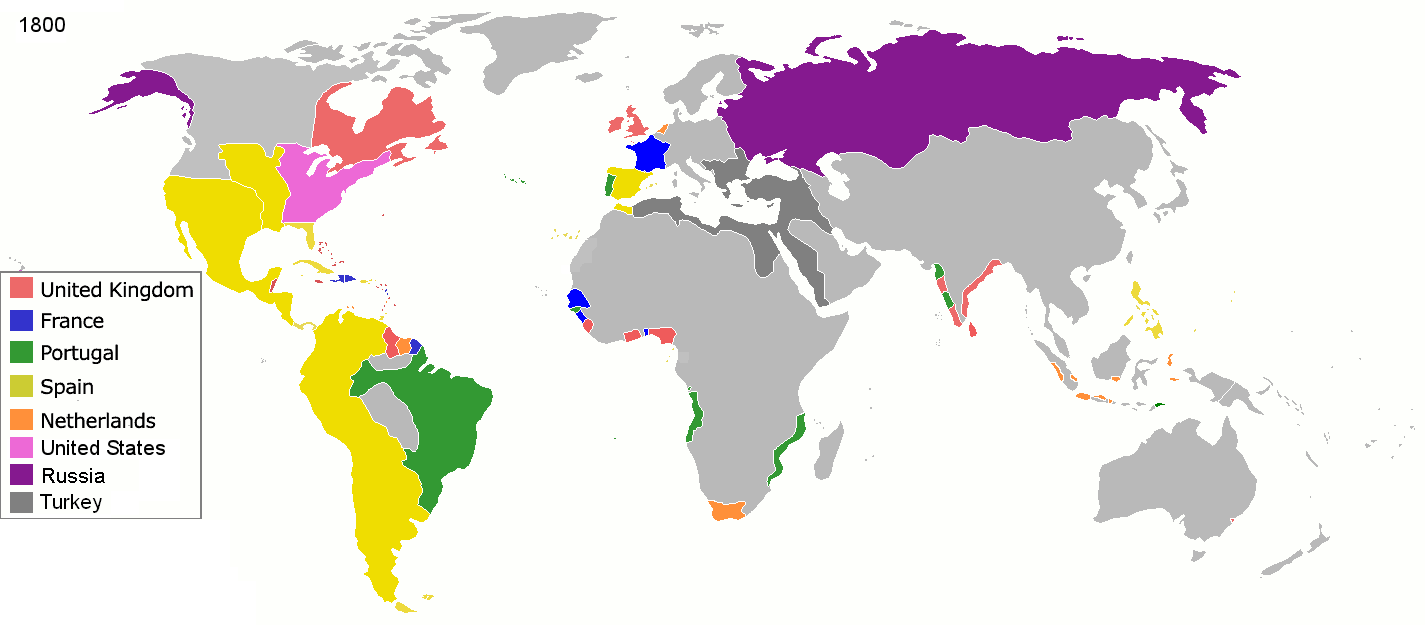
1800年の世界の植民地の地図（各本国を含む）

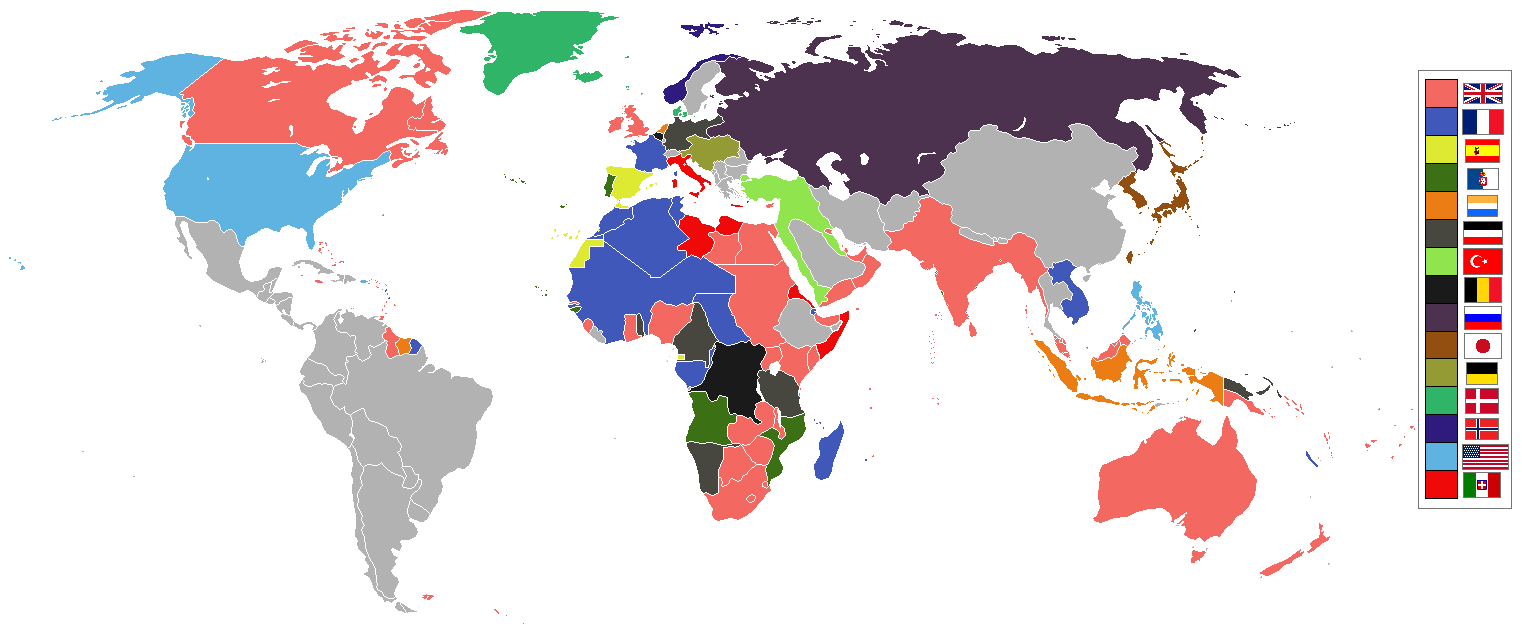
第一次世界大戦勃発時の世界の植民地の地図（各本国を含む）

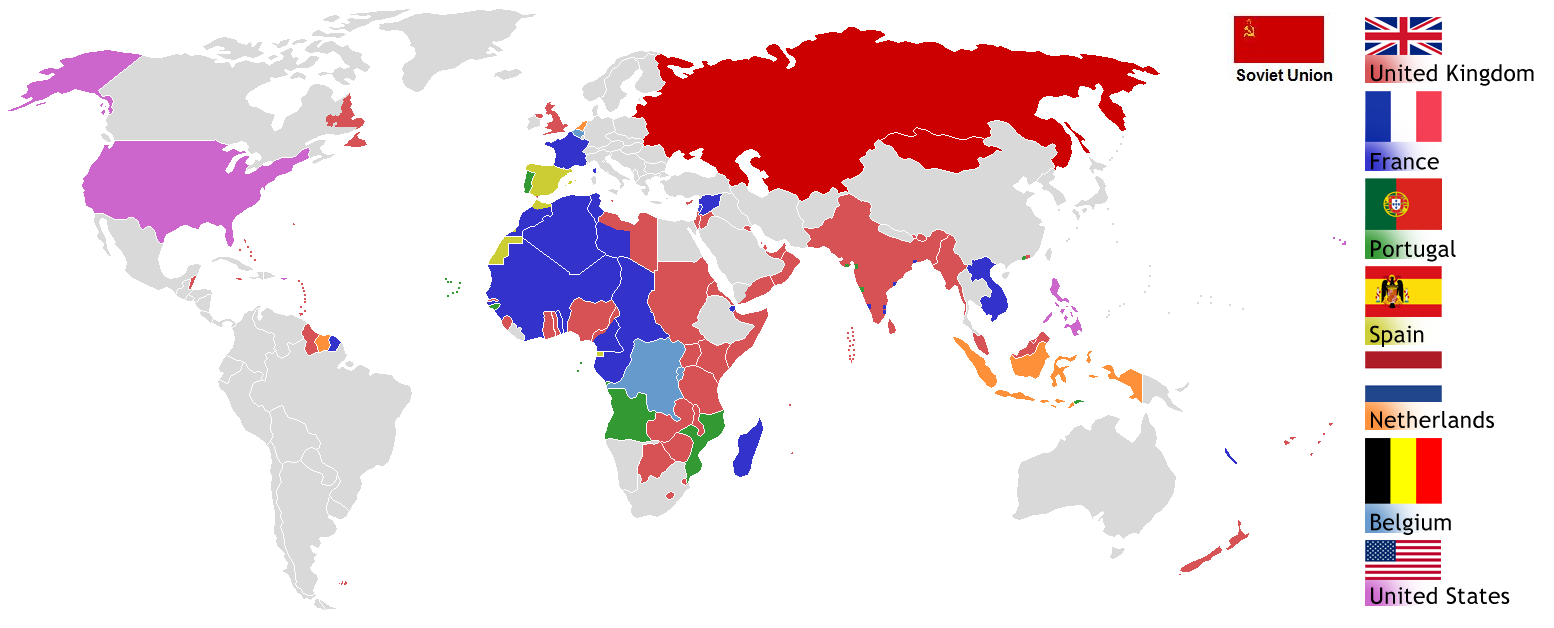
第二次世界大戦終結時の1945年の世界の植民地の地図（各本国を含む）

植民地主義（しょくみんちしゅぎ、英語: Colonialism）とは、国境外の領域を植民地として獲得し支配する政策活動と、それを正当化して推し進める思考を指す。大航海時代から20世紀後半にかけては強国が盛んに植民地を獲得し、たがいに覇を競っていた。

## 歴史

### 新大陸への植民

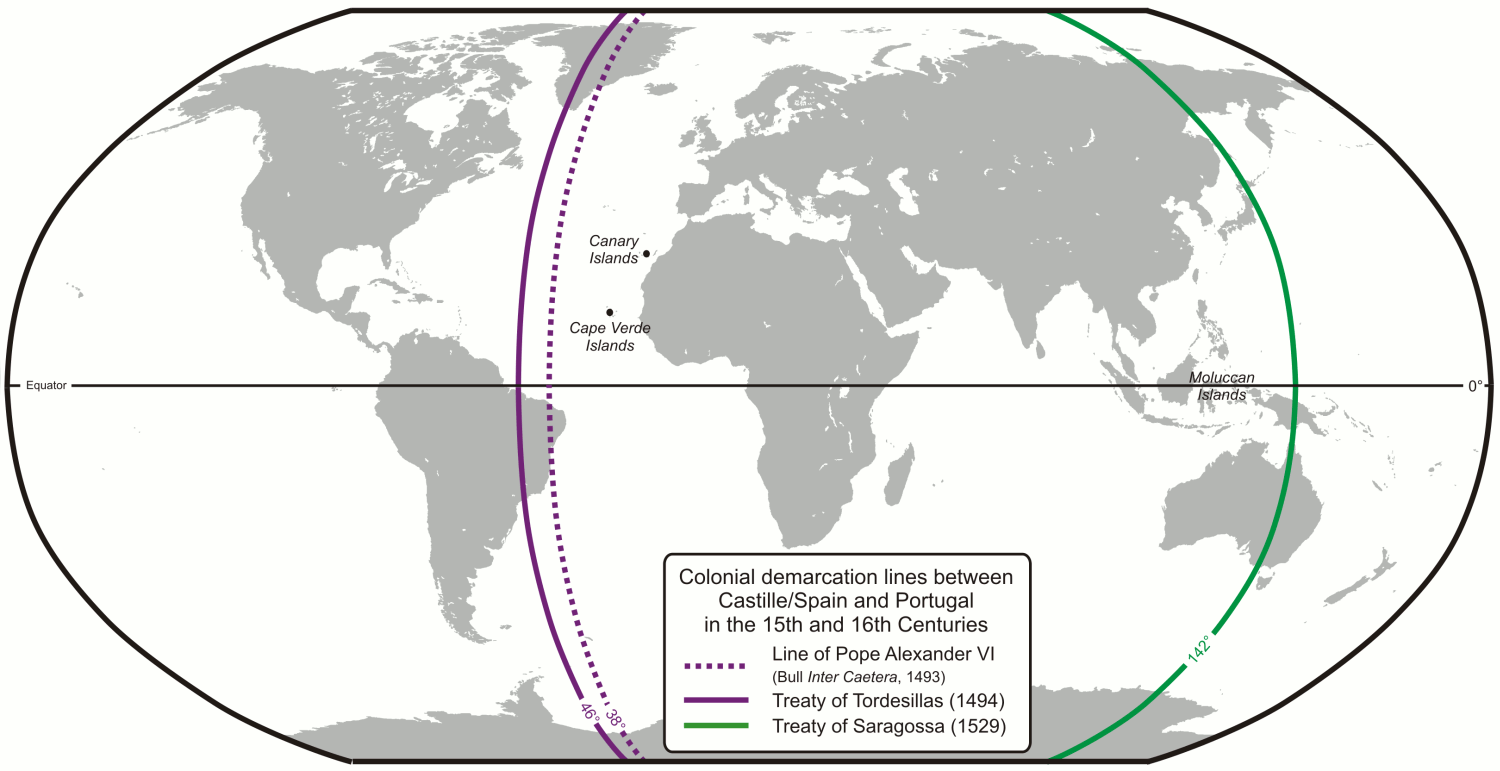
1494年のトルデシリャス条約で定められた子午線（紫）と1529年のサラゴサ条約で定められた、モルッカ諸島の子午線（緑）

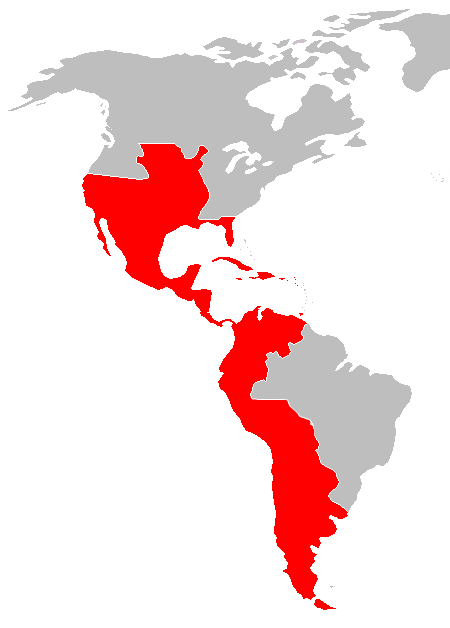
アメリカ大陸のスペイン領（1800年）

いわゆる植民地主義的な国境外の遠隔地への植民地の拡大は、大航海時代のスペイン・ポルトガル両国の植民・征服活動をもって嚆矢とし、のちにヨーロッパ諸国や列強各国によって世界中で行われた。1492年にクリストファー・コロンブスが新大陸に到達すると、スペインは即座に到達した地域の植民地化を進めていった。これに対し、1498年にヴァスコ・ダ・ガマが喜望峰回りでインドへと到達したポルトガルも、航路周辺の都市を次々と攻略して植民地化していった。すでに1494年にはトルデシリャス条約が結ばれており、現代で言う西経46度37分の線を境界として西がスペイン、東がポルトガルの領域とされたため、両国はこれに従い東西を次々と植民地化していった。ただしこの線は新大陸とアフリカとの領域の確定という意味で設定されたものであったが、新大陸で最も東に張り出しているブラジル東部はこの線の東側に位置することになったため、ポルトガルはこの地域に植民を行い、南アメリカ大陸で唯一ブラジルだけはポルトガルの植民地となった。また、フェルディナンド・マゼランによって1522年に世界周航がなされ、世界が丸いことが証明されると、香辛料を産出するモルッカ諸島の帰属を巡って東側にも分割線を引き直す必要が生じ、1529年にはサラゴサ条約が結ばれて東側の境界も確定した。ただしこの境界はさほど厳密に守られたわけではなく、たとえば16世紀後半にはスペインはサラゴサ条約の境界の西側にあるフィリピンの植民地化を行っている。
スペインとポルトガルの植民地政策は大きく異なっていた。植民地域にそれほど強力な敵国の存在しなかったスペインは、アステカ帝国やインカ帝国といった先住民の大帝国を滅ぼし、先住民からの過酷な収奪を行った。新大陸のインディオたちは天然痘をはじめとする旧大陸の病原体への抵抗力を持っておらず、圧政も相まって先住民人口はわずかな間に激減した。この減少した人口を補うために奴隷が多く移入され、また、支配層として本国からの植民も行われることで、植民地は徐々にスペイン化していった。ただし、もともと先住民が大帝国を築き上げていた地域であったため人口が多く、征服されたのちも多くの先住民が生活を続けており、先住民と白人などの混血もやがて割合を増していった。これに対し、本国の人口が少なく、植民地域にも火砲と騎兵に富んだ強力な軍備で武装し、政治的にも成熟したアジア・アフリカの内陸王朝国家という対抗勢力の多く存在したポルトガルは、あたかも古代の植民都市のごとく沿岸の都市を占領し、城塞を築いて点と線を確保する戦略をとった。こうしたことからポルトガル植民地は面としての広がりを持たず、内陸勢力やオマーンなどの対抗勢力が登場すると拠点を次々と占領され、アンゴラやモザンビーク、マカオやゴアを除くほとんどの植民地を喪失することとなった。ただしブラジルは例外で、ここではスペインと同じく徐々に入植型の戦略をとるようになっていった。
トルデシリャス条約で新世界から締め出されていたほかのヨーロッパ諸国も、17世紀に入ると続々と新大陸への植民を行うようになっていった。この際対象となったのが、スペインによる植民が行われていなかった北アメリカ大陸東部と、スペインの植民地統治が大陸に重点を移すにしたがって半ば放棄されるようになったカリブ海の諸島群である。北アメリカ大陸においてはフランスがセントローレンス川河口のケベック・シティーを中心として、ミシシッピ川流域フランス領ルイジアナを含むヌーベルフランス植民地を建設し、イギリスは1607年にジェームズタウンを建設し、1620年にメイフラワー号によってピルグリム・ファーザーズがプリマス植民地を建設するなど、18世紀中ごろまでに北アメリカ大陸東部中央海岸に13植民地を建設していった。カリブ海においてはジャマイカがイギリス領、エスパニョーラ島西部がサン・ドマングとしてフランス領となったが、最も争奪戦が激しかったのは砂糖をよく産出した小アンティル諸島であり、多くのヨーロッパ諸国が植民を行った。
こうして各国が新大陸を中心に植民地を広げていく中で、特に積極的に植民地を拡大していたイギリスとフランスの間で17世紀末以降「第2次百年戦争」とも呼ばれる一連の戦争が勃発した。この戦争の最終的な勝者はイギリスであり、フランスはとくに1756年から1763年にかけて起こった七年戦争において敗北を喫し、1763年のパリ条約において北アメリカ大陸の植民地をすべて失い、サン＝ドマングなどいくつかのカリブ海の植民地とインドなどのいくつかの植民地を残すのみとなって第一次フランス植民地帝国はほぼ崩壊した。逆にこの戦争で広大な植民地を新たに得たイギリスは、植民地帝国としてさらに力を増していった。

### 新大陸の独立
こうした新大陸中心の植民地の展開は、18世紀末以降大きく転換する。きっかけは1775年に始まったアメリカ独立戦争である。この戦争で1783年にアメリカは完全に独立を果たし、イギリスはアメリカ大陸東岸のよく開発された広大な植民地を失った。その後、フランス革命に影響を受けたフランス領サン＝ドマングにおいても1791年にハイチ革命が勃発し、数十年間の紆余曲折ののちに最終的に独立を果たすこととなった。さらにナポレオン戦争後、スペイン植民地において相次いで独立戦争が勃発し、南米大陸北部のシモン・ボリバルやアルゼンチンのホセ・デ・サン＝マルティンらに率いられた独立派は各地で勝利して、大コロンビアなどの新独立国が次々と誕生した。メキシコにおいては自由派と保守派が手を結び、アグスティン・デ・イトゥルビデによって1821年にメキシコ帝国が建国された。ポルトガル領のブラジルにおいては独立戦争こそ起きなかったものの、ナポレオン戦争のためブラジルに避難していたポルトガル王室が1821年に本国に帰還する際、ブラジルに残ったドン・ペドロが皇帝に推戴されて1822年にブラジル帝国が成立した。こうして1820年代前半までには南アメリカ大陸および中央アメリカのほとんどの植民地が独立を果たし、北アメリカ大陸北部のカナダとカリブ海にうかぶ島々を除き、新大陸における植民地はほぼ消滅した。

### アジア・アフリカの植民地化の開始

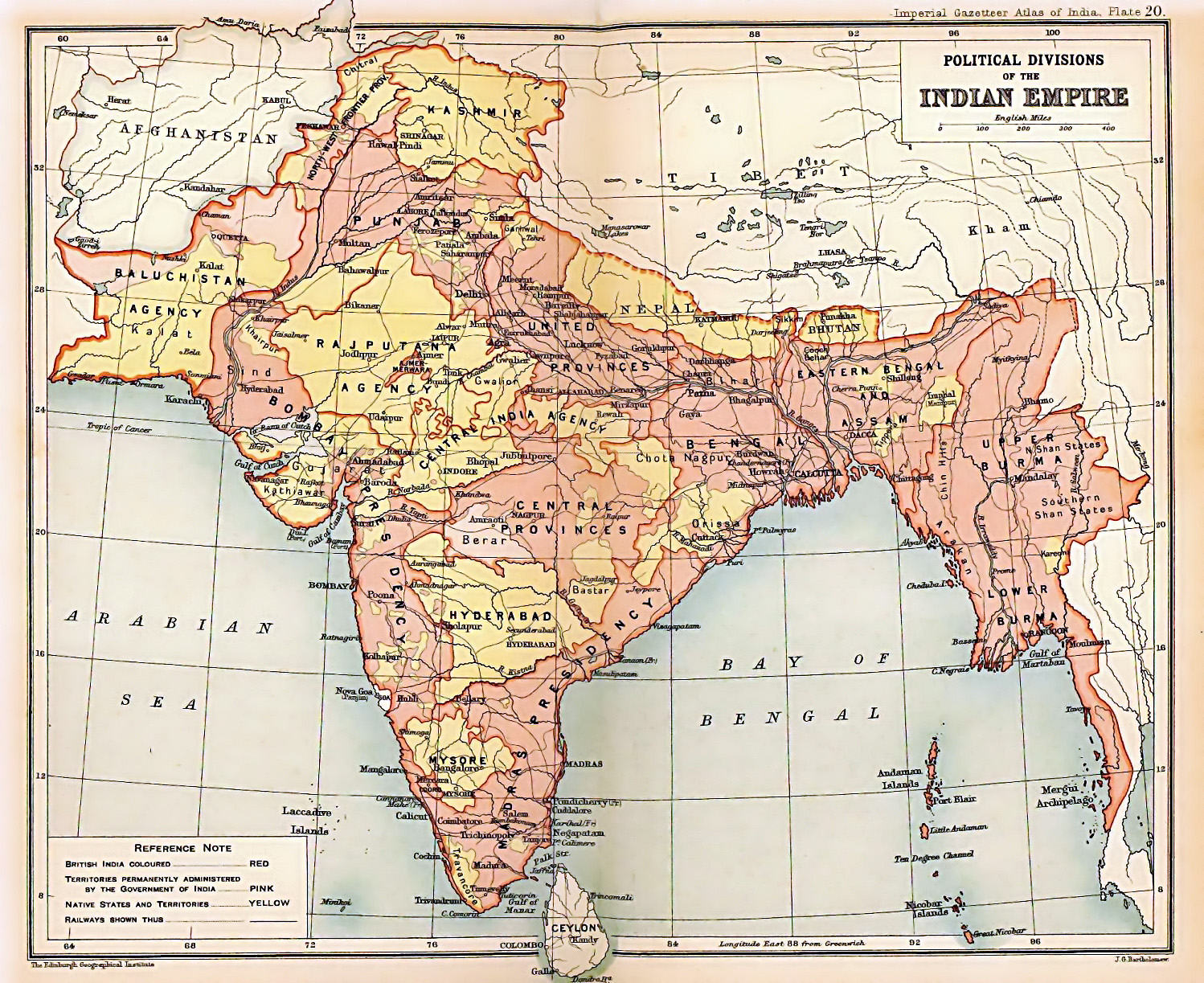
インド帝国の地方行政区画（1909年）。ピンク色がイギリスの直接統治区域であり、黄色は従属する藩王国である

こうした中、ヨーロッパ諸国は新大陸に代わる植民地としてアジア・アフリカへの侵略を強めていった。すでにインドにおいてはヨーロッパ各国が商館を各地に建設していたが、1757年に起こったプラッシーの戦いが一つの転換点となった。この戦いで勝利したイギリス東インド会社はベンガル地方の徴税権を獲得し、事実上この地域を支配下においた。そしてここを足掛かりに徐々に侵略を進め、19世紀半ばにはインド全土がイギリスの支配下に入った。インドはもちろん現地住民が多数派を占める植民地であり、こうして入植型植民地に代わり、現地住民を支配して収奪し利益を上げる型の植民地支配が主流となっていった。一方でこの時期においてもオーストラリアやニュージーランド、カナダなどの入植型の植民地は引き続き進められており、これら入植型植民地においてはある程度の人口や体制が固まったのちは自治領としてある程度の自治権が与えられた。
ナポレオン戦争によってオランダ領ケープ植民地やフランス領モーリシャスなどいくつかの植民地がイギリスに割譲された。この時期にはイギリスのみならず、いくつかの国家がアジアへの侵略を開始した。なかでもオランダはジャワ島の支配を17世紀以降徐々に進めていき、広大なオランダ領東インドを建設していった。また、アフリカにおいてはフランスが1830年にアルジェリアを征服し、再び植民地帝国を築くようになっていった。

### 世界分割

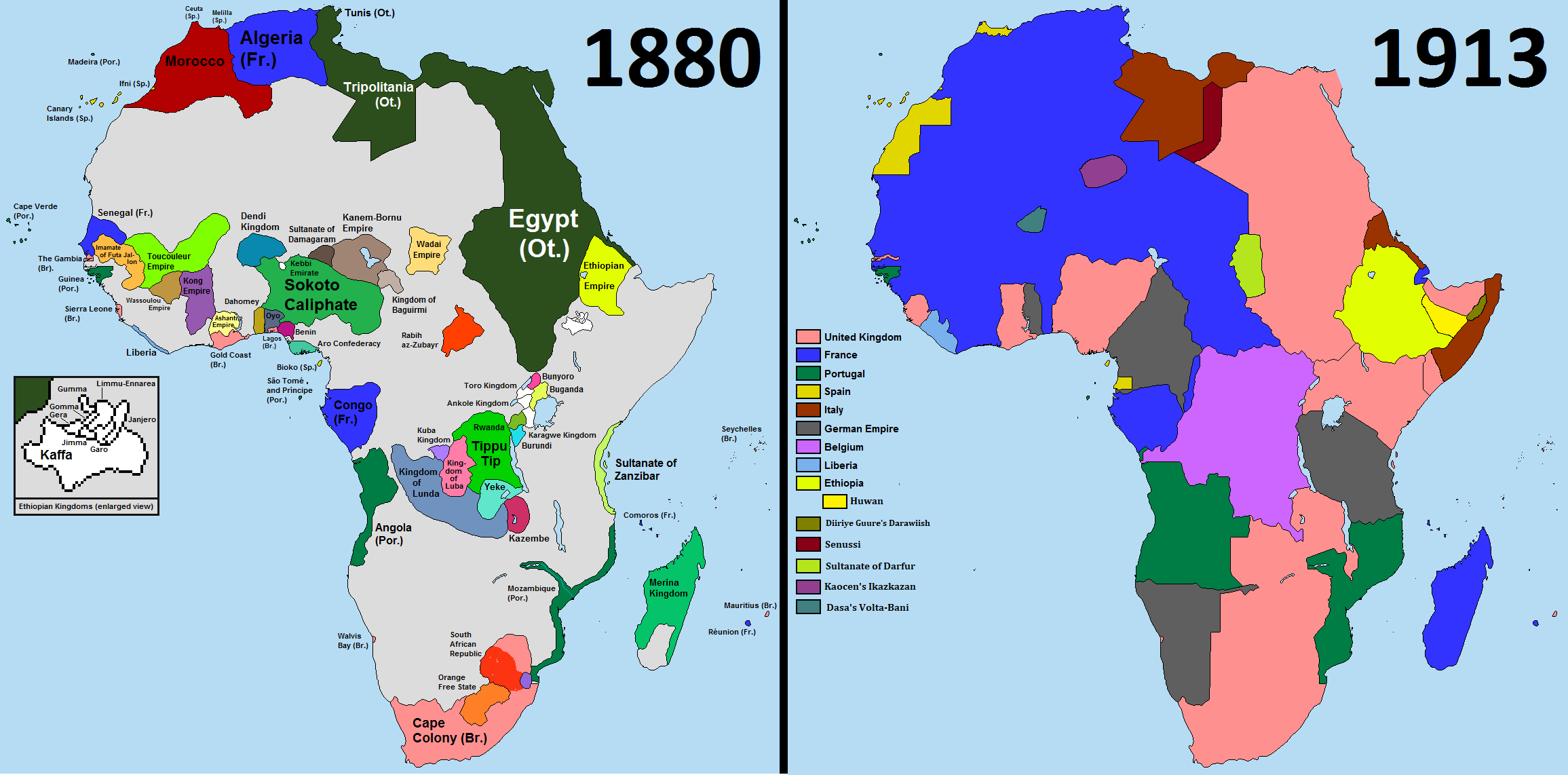
1880年と1913年のアフリカの比較。1880年には植民地はほぼ海岸部に限られていたが、1913年にはほぼ大陸全土が分割されている

19世紀後半に入ると植民地化はさらに加速し、それまで独立を保っていた地域も多くが列強諸国の植民地となっていった。アジアにおいては1862年にフランスが阮朝からコーチシナを奪ったのを皮切りに勢力を広げ、1887年にはフランス領インドシナが成立した。ビルマも三度に及ぶ英緬戦争によって1886年にコンバウン朝がイギリスに滅ぼされ、東南アジアで独立を保つ国家はタイのみとなった。
こうしてアジアの各地に列強が進出していく中、アフリカへの進出はかなり遅れた。フランスがアルジェリアとセネガルに、イギリスがケープ植民地に拠点を置いて侵略を進めていき、沿岸部には薄く欧州諸国の植民地が連なるようになっていったものの、1880年ごろまではアフリカ大陸内陸部の大半はいまだ植民地化されてはいなかった。この状況は、ベルギー王レオポルド2世のコンゴ川探検によって大きく変化した。コンゴ川河口域はポルトガルが支配を及ぼしていた地域だったが、内陸までは進出していなかった。それに目を付けたレオポルド2世はコンゴ川流域の支配権を要求し、各国と対立するようになった。結局、この問題は1884年にベルリン会議が開かれ、沿岸を支配したものはその後背地の支配権を主張できること、実際に後背地を制圧した場合は他国に通告することで植民地化が認められることなどを骨子とした植民地化のルールが策定されることで決着した。そして、この会議によって列強は一斉にアフリカ内陸部の植民地化を開始し、16年後の1900年ごろにはエチオピアとリベリアを除くアフリカのほとんどすべてが欧州列強によって植民地化されてしまっていた。同時期、オセアニアにおいても太平洋に浮かぶ島々に列強が次々と進出し、分割が完了した。アジアにおいても残っていた独立国の征服が進み、また名目的には独立していても国内の多くの利権を列強に握られ半植民地の状態に陥った国も多くみられた。こうして1910年ごろには世界分割はほぼ完了し、植民地主義は最盛期を迎えた。

### 第一次世界大戦後の委任統治
第一次世界大戦後も、植民地主義に大きな変化はなかった。民族自決の原則は欧州に限られ、アジア・アフリカの中央同盟国側の旧領土は委任統治領として戦勝国に分け与えられた。いちおう委任統治という名目はついたものの、これらの委任統治領の統治は植民地と何ら変わるところはなく、事実上植民地の再分配が行われたにすぎなかった。ただし、委任統治領は社会の発展段階に応じてA式、B式、C式の3段階に分けられ、もっとも発展しているA式に分類された旧オスマン帝国領の諸地域に関しては住民自治が認められ、イギリス委任統治領メソポタミア、フランス委任統治領シリア、イギリス委任統治領パレスチナの3つの地域に関しては早期独立を目指すこととされた。これらの地域においては、メソポタミアがイラクとして1932年に独立したのを皮切りに、シリアはレバノン（1943年）とシリア（1946年）、パレスチナ東部はトランスヨルダンとして1946年に独立を達成した。ただしパレスチナ西部についてはユダヤ人とアラブ人の激しい対立が起こり、委任統治の終了は1948年にまでずれ込み、また統治終了はそのままイスラエル独立宣言とそれによる第一次中東戦争の勃発という形で爆発することとなった。また、B式に分類された西アフリカ・中央アフリカの旧ドイツ植民地やC式に分類された太平洋諸島・南西アフリカに関してはほとんど従来の植民地と同じ扱いとなったが、委任統治の受任国は連盟理事会に該当地域の統治状況の報告を義務付けられ、同じく連盟に設置された委任統治委員会に勧告を受けるなど、ある程度の歯止めを意識した施策は行われた。

### 植民地主義の崩壊
こうした植民地主義の体制が綻びを見せるのは第二次世界大戦後のことである。大戦に勝利した連合国側の列強も戦争によって非常に疲弊した状態となっており、植民地を押さえつける力は失われつつあった。また連合国側によって設置された国際連合は旧連盟の委任統治政策を引き継ぎ、旧委任統治領を改めて信託統治領として施政権者に信託したものの、新たに設置された国際連合信託統治理事会は旧連盟の委任統治委員会に比べ権限が強化されており、また信託統治領の自治および独立を目指すよう施政権者に義務を課していた。こうして脱植民地化の動きが加速していった。
1945年の大戦終結以降数年の間に、インドをはじめとして南アジアや東南アジアで多くの植民地が独立した。次いで、アフリカ大陸でも急速に独立国家が増加していく。1956年のガーナ独立を皮切りに、特に1960年にはフランス植民地13か国を中心とした17カ国が一気に独立を果たし、アフリカの年と呼ばれるようになった。1960年12月14日には国際連合総会で植民地独立付与宣言が採択され、植民地主義への反対と脱植民地化の推進が明確にうたわれた。
1960年代後半になると、ポルトガルを除く欧州諸国はほぼアフリカ大陸から撤退していた。残るポルトガルも1974年のカーネーション革命によって植民地の独立容認に転換し、1975年にはポルトガル領植民地のほぼすべてが独立を果たした。1970年代に入ると、いまだ植民地の残っていたオセアニアおよびペルシャ湾岸、小アンティル諸島においても独立が急速に進んだ。信託統治領の独立も進み、1994年に最後の信託統治領であったパラオが独立することで信託統治領は消滅した。
2017年時点で国際連合非自治地域リストに掲載されている非独立地域は17か所に過ぎず、しかも西サハラを除く各植民地は人口及び面積が小さく、独立が困難なところがほとんどである。

## 要因
植民地主義を各国が推し進めたのには、いくつかの理由があった。

### 経済的要因
植民地主義の要因のひとつに経済面での利益が挙げられる。17世紀のスペインの新大陸植民地化においては、各地で銀の富鉱が発見され、価格革命と呼ばれるほどの大量の銀の流入をヨーロッパにもたらし、スペインに莫大な富をもたらした。18世紀には小アンティル諸島に植民したヨーロッパ諸国がサトウキビなどのプランテーションで多くの富を蓄積した。また、19世紀に入り産業革命が欧州各国に広がると、各国はその産業の原料供給地と市場を確保する必要に迫られ、後進地域を競って統治下においたとの説明が一般的であった。そしてそのために各植民地に鉱山やプランテーションを開設し、原料供給地としてモノカルチャー経済下に置いたと説明された。
この説明は一面の真理ではあるが、必ずしもすべてを説明しているわけではない。例えば植民地化が最高潮に達した1913年の世界貿易において、アフリカの割合は3.5％、インドの割合も同じく3.5％にすぎず、植民地はそれほど大きな割合を持っていない。同年のヨーロッパ諸国及びアメリカ合衆国の貿易総額は世界全体の72.4％を占めており、貿易の主戦場はあくまでも先進国間貿易であって植民地貿易ではなかった。また、経済的利益の得られる見込みのない内陸の遠隔地やサハラ砂漠などにも欧州各国は進出し、支配下に置いている。
19世紀に入ると蒸気船や鉄道、電信の発達によって遠隔地への迅速な連絡が可能となった。この交通・通信コストの激減は、それまでは植民地化が不可能だった地域へも政治的・軍事的に進出することを可能とした。

### 技術的要因

#### 軍事力の差
侵略側と被侵略側の軍事力はしばしば懸絶しており、それが植民地化を進める一つの要因となった。大航海時代の新大陸においては、鉄の武器や防具を標準的に装備し、騎兵を擁し火砲まで所持していたスペイン側に対し、新大陸側の勢力はアステカやインカなどの大勢力ですら鉄器文明に到達しておらず、また青銅器使用も装飾品にとどまっており、石器での応戦を余儀なくされた。この軍事・技術レベルの差によってスペインは寡兵であっても新大陸側の大勢力を打ち破り、広大な植民地を建設することを可能とした。旧大陸側に進出したポルトガルは新大陸ほどの軍事レベル差はなかったものの、銃や火砲によって現地勢力よりも優位に立ち、軍事レベルの差が縮まる17世紀にいたるまで要所に港湾を確保しつづけることに成功していた。
19世紀に入ると、科学革命や産業革命による武器の発展によってヨーロッパ諸国の軍事力はさらに増大し、それまでさほど差のなかったアジアの大帝国に対しても軍事力に大きな差をつけるようになった。これによって侵略のコストは大きく下がり、この時期の植民地化の大きな要因の一つとなった。

#### 疫病と医学
新大陸発見によって両大陸の交流が始まると、新大陸側では天然痘や麻疹などの旧大陸の疫病が猛威を振るった。これによって先住民の人口が数分の一にまで減少してしまい、先住民大帝国の国力に多大なダメージを与えることとなった。逆にこれらの病気に耐性のあるヨーロッパ人はこの人口減少に乗じてやすやすと勢力を広げることに成功していった。ただしこれは新大陸に限られ、旧大陸においては現地住民側も病気に対して耐性を持っていたためにパンデミックが起きることはなく、逆に現地の疫病によってヨーロッパ人の遠征軍が壊滅することも珍しくなかったため、ヨーロッパ人の侵略は限定的なものにとどまった。
しかし19世紀後半に入ると医学の発展で疫病での死者が減少し、それまでヨーロッパ人の軍事行動が困難だった熱帯地域において大規模な軍事行動が可能になった。これはヨーロッパ列強のアフリカ分割を可能とする一つの要因となった。

### 政治的要因
近代以降において植民地主義が拡大した要因の一つに、先占の法理が挙げられる。15世紀にスペイン・ポルトガル両国が対外進出をはじめた当初は発見が領域権原とされ、これに基づいて両国は「発見」した土地を自国領に編入していったが、やがてイギリスやオランダなどそれ以外の国が対外進出をはじめると、発見だけでは領土主張に不足とされ、その土地を実効的に占有することが求められるようになった。これが先占である。先占は無主地に対して適用されるものであり、現地住民による国家がすでに存在している場合は適用できなかったが、先住民による政体が共同体レベルにとどまっている場合は欧州諸国の支配を受けることにつながった。さらに現地の政体が国家を形成していた場合も、欧州諸国の貿易やキリスト教布教、在留民の安全といった権利が侵害された場合は征服が容認された。
とくに19世紀後半においては、国家の威信そのものが植民地主義の重要な動機となった。ナショナリズムの発展によって国民国家化したヨーロッパ列強諸国は、民族としての自尊心を満たすために植民地を必要としていた。上記の技術的要因によって、植民地を獲得するコストが他の列強と欧州で戦争を起こすコストよりもはるかに低くなっていたことも政治的理由での植民地獲得を推進する理由となった。こうした理由での植民地獲得においてとくに重要なのがフランスで、1871年の普仏戦争の敗北の傷を癒やし、国家の威信を高めるためにフランス第三共和政の政府は積極的な海外進出を行っていった。ドイツやイタリアといった、いわゆる「遅れてきた」列強も、こうした自国の充実した国力の証明としての植民地獲得を目指していた。それは19世紀後半以後に、近代国家としての道を歩みだした日本もまた同様であった。これとは全く逆に、ポルトガルは自国の国力の衰退に直面し、国力の健在ぶりと威信を示すよすがとしての植民地の維持に強く執着した。

### その他
経済的に全く引き合わない地域においても、その地域に他国の進出を防いだり、自国領の重要な植民地を保護するために近隣地域を植民地化することも行われた。

## 理論
19世紀後半の植民地化においては、侵略を正当化するために様々な論理が組み立てられた。このころ盛んとなった社会ダーウィニズムや優生学などの影響を受け、植民者が被植民者より優れており、また、植民地支配はその被支配国の近代化に必須の経済基盤・政治基盤を発展させることに繋がるので、被植民者にとって利益になるのだという考え方が生まれ、「文明程度の劣った植民地に近代文明を伝えることが先進諸国の責務である」といった思想の元に現地住民への一方的な支配や文化・価値観の押しつけ、現地資源の開発などが正当化された。この思想はイギリスでは「白人の責務」、フランスでは「文明化の使命」、アメリカでは「マニフェスト・デスティニー」（明白な天命）などと呼ばれていた。

## 統治の実際
列強支配下の各植民地においては、様々な手法で安定した統治が行えるような工夫が行われた。アフリカの植民地統治においては、イギリスは間接統治で知られ、フランスは同化政策を旨としており、そのほかの国々はどちらかといえば同化政策寄りの政策をとっていた。

### 勅許会社
植民地化の初期には本国政府や軍が直接進出することは少なく、しばしば勅許会社が設立されて該当地区の支配権確立と開発をゆだねられていた。こうした勅許会社で最も著名なものはインドにおけるイギリス東インド会社であるが、これは貿易を業務とする会社が次第に現地で支配地域を得るようになったもので、本来的には植民地開発を目的としていたわけではなかった。こうして商業資本から植民地経営に乗り出した勅許会社としては、他にハドソン湾会社やオランダ東インド会社などが存在する。これに対し、19世紀後半にアフリカ分割が本格化すると列強は最初から植民地化を目的とする勅許会社を設立するようになり、イギリス南アフリカ会社やドイツ東アフリカ会社、王立ニジェール会社などが相次いで設立された。これらの勅許会社は徴税権と軍隊を保持し、抵抗する現地勢力を次々と支配下におさめていった。しかしこうした勅許会社による植民地経営は必ずしもうまくいかず、多くは数年のうちに本国が直接支配に乗り出すことが常だった。

### 間接統治と直接統治
統治形式としては、植民地の有力者を名目的なその地域のトップとし、その支配者を通じて支配を行う間接統治（かんせつとうち）と、本国から直接官僚を送り込んで植民地を支配させる直接統治（ちょくせつとうち）の2つの形態がある。間接統治はイギリスの北部ナイジェリア保護領高等弁務官を務めたフレデリック・ルガードによって体系化されたもので、植民地政府のわずかな予算と人員では広大な植民地全土の統治が困難なため、植民地化以前の首長層や行政組織、法体系を残存させて実際の統治を行わせ、宗主国はその監督のみを行うことで行政の効率化を図ったものである。ただし残存した各種体系にも宗主国の理念や基準に沿ってある程度の改変は加えられ、また現地首長が宗主国の意に沿わない行動をとった時には即座に更迭が行われた。この方式は植民地化以前に王国が存在し行政組織が整えられていた地域においては成功をおさめ、各植民地でこれを参考とするものが相次いだが、一方でナイジェリア南部のイボ人のように無頭制社会を構成し首長制が存在しなかった地域においても強引に首長を任命し同様の制度を志向しようとしたため、大きな摩擦を生んだ地域も存在した。これに対しフランスは直接統治を原則とし、現地の伝統支配層の権限を極力小さくして任命官僚が統治を行ったものの、現地の状況に合わせ間接統治を導入した地域も存在した。ただし両国とも現地エリートの育成には積極的であり、育成されたエリートはやがて伝統的首長層と対立することが多くなっていった。

### 同化政策
また植民地の文化に関しても、その文化を異文化であるとしてある程度配慮する方法と、植民地の文化を遅れたものであるとして宗主国の文化に同化させることを目的とした、いわゆる同化政策の2つの方法が存在した。こうした国々では本国文化を身につけたと判断されると、本国の市民権を与えられる制度が存在した。こうして本国市民と認められた植民地住民は開化民などと呼ばれ、セネガルなどではある一定の地位を占めていた。しかし同化政策と言っても、植民地の面積・人口は本国よりもはるかに大きいことが常であり、言語の同化程度で市民権を与えていては植民地の市民数が本国のそれを上回る事態も想定されたため、実際には市民権の付与には高等教育の修了やイスラム教の放棄などの非常に厳しい条件が設けられ、こうした地位を得られるものは非常にわずかな数の住民に過ぎなかった。1950年のポルトガル領アンゴラにおいて、同化民の地位を与えられたものは全人口のわずか0.7%に過ぎなかったことなどはその一例である。

### 参政の制限
植民地主義がもっとも隆盛を誇った19世紀末には宗主国の多くが民主化を進めたものの、植民地と本国とは政治的に異なるものとして扱われており、植民地の人々は本国での政治にかかわることはできなかった。入植型植民地では現地で議会が設置されて自治が進められたが、それ以外の植民地では現地住民の意見を徴する場はほとんど設けられず、わずかに一部の植民地の諮問機関に現地の首長や指導層の参加が認められたにすぎなかった。例外としてはフランスがセネガル植民地の4つの都市（サン＝ルイ、ゴレ島、リュフィスク、ダカール）に1879年以降本国議会の議員を選出する権利を認めていたが、この権利は市民権を認められたわずかな人々に限られ、この選挙区からは1914年まで黒人の選出はされなかった。また、フランスがこの4都市以外に本国議会への参政権を認めることは第二次世界大戦の終結まで決してなかった。

### エリートの育成
植民地を統治するには現地に通じた行政官の育成が不可欠であり、各国とも本国人の植民地統治のエキスパートを育成して植民地統治にあたらせた。インドにおけるインド高等文官などがその例である。
一方で、本国人官僚だけでは広大な植民地の統治は不可能であり、統治をスムーズに進めるため、各国は植民地住民の中からエリートを育成し、現地の下級官吏などの地位につけた。こうした植民地エリートは支配の緩衝作用を果たすものとしてイギリスやフランスでは本国への留学なども含め積極的に育成が行われたが、あくまでも彼らは植民地統治を補佐する存在に過ぎず、本国人官僚よりも高い地位に就くことはほとんどなかった。こうした不満から植民地エリートはややもすれば独立運動へと走ることがあり、各植民地での独立運動並びに独立後の指導者層の多くを輩出した。なかには社会主義や共産主義に感化された者もおり、独立後に東西冷戦のもとで旧ソ連などの共産圏との関係を強めた指導者もいた。特にフランス領アフリカの各植民地独立においては植民地エリートの果たす役割は大きなものがあった。逆にベルギーの植民地支配はこの点でやや特異であり、ベルギー領コンゴでは初等教育は植民地に広く普及させたものの、独立の直前となる1955年まで大学が開設されなかった。このため、コンゴ民主共和国の独立時に行政を引き継ぐべき現地エリートがほぼ存在しておらず、行政の崩壊とコンゴ動乱を招くこととなった。

### 植民地経済
各植民地に本国政府の資金が投入されることは基本的になく、そのため各植民地政府は支配地域内からの収入で政府の経費を賄わざるを得なかった。植民地財政は税の賦課や強制労働などで賄われた。こうした税の柱となったものは取りやすく負担が目に見えにくい関税などの間接税であったが、小屋税や人頭税などの直接税もしばしば課された。オランダ領東インドでは、現地住民に政府が指定した作物を強制的に栽培させ政府が独占的に買い上げる、いわゆる「強制栽培制度」が1830年代に導入され、現地住民に大きな負担となった。
気候や条件に恵まれた一部の植民地では本国からの入植者が一定の数に達し、しばしば現地における特権階級を形成した。ケニアや南ローデシアなど農業移民の多かった植民地では、白人入植者が現地住民の農地を取り上げて大農園を作り上げ、低賃金で現地住民を使役して利益を上げることがしばしば行われた。一方で各植民地政府は財源を確保するために商品作物の生産を奨励したため、白人入植者の少ない植民地においてはウガンダの綿花やタンガニーカ・キリマンジャロ山周辺のコーヒー、英領ゴールドコーストやコートジボワールのカカオなどのように、現地小農による特産品の開発が成功した地域も存在した。

## 新植民地主義とポストコロニアリズム
こうして政治的にはほとんどの植民地が独立したものの、新独立国の多くは経済的に弱体であり、旧宗主国をはじめとする先進国や多国籍企業の経済的進出を受けるようになった。また政治的にも、支配層の一部は旧宗主国や先進諸国の支援を受けその意を汲むことで権力を保とうとした。こうした状況は完全な独立からはほど遠いとして、現在も手を変え品を変えた形で植民地支配を脱した国々への支配が継続しているという見方、いわゆる新植民地主義という批判がなされるようになった。
経済面においては、先進国を中心、後進国を周辺とし、周辺に属する国家は中心に属する国家に従属する形での経済形成を余儀なくされているとの批判がアルゼンチンの経済学者ラウル・プレビッシュによってなされ、アンドレ・グンダー・フランクらによって従属理論として体系化されていった。
文化面においては、旧植民地・旧宗主国社会に残存する植民地主義の残滓を掘り起こし、これの克服を目指すポストコロニアリズムがフランツ・ファノン等によって提唱された。